# Shingo Akamine
Shingo Akamine (赤嶺 真吾, Akamine Shingo) est un footballeur japonais né le 8 décembre 1983 à Naha. Il est attaquant.

## Palmarès
- Vainqueur de la Coupe de la Ligue japonaise en 2009 avec le FC Tokyo